# Blés de la Sainte-Barbe

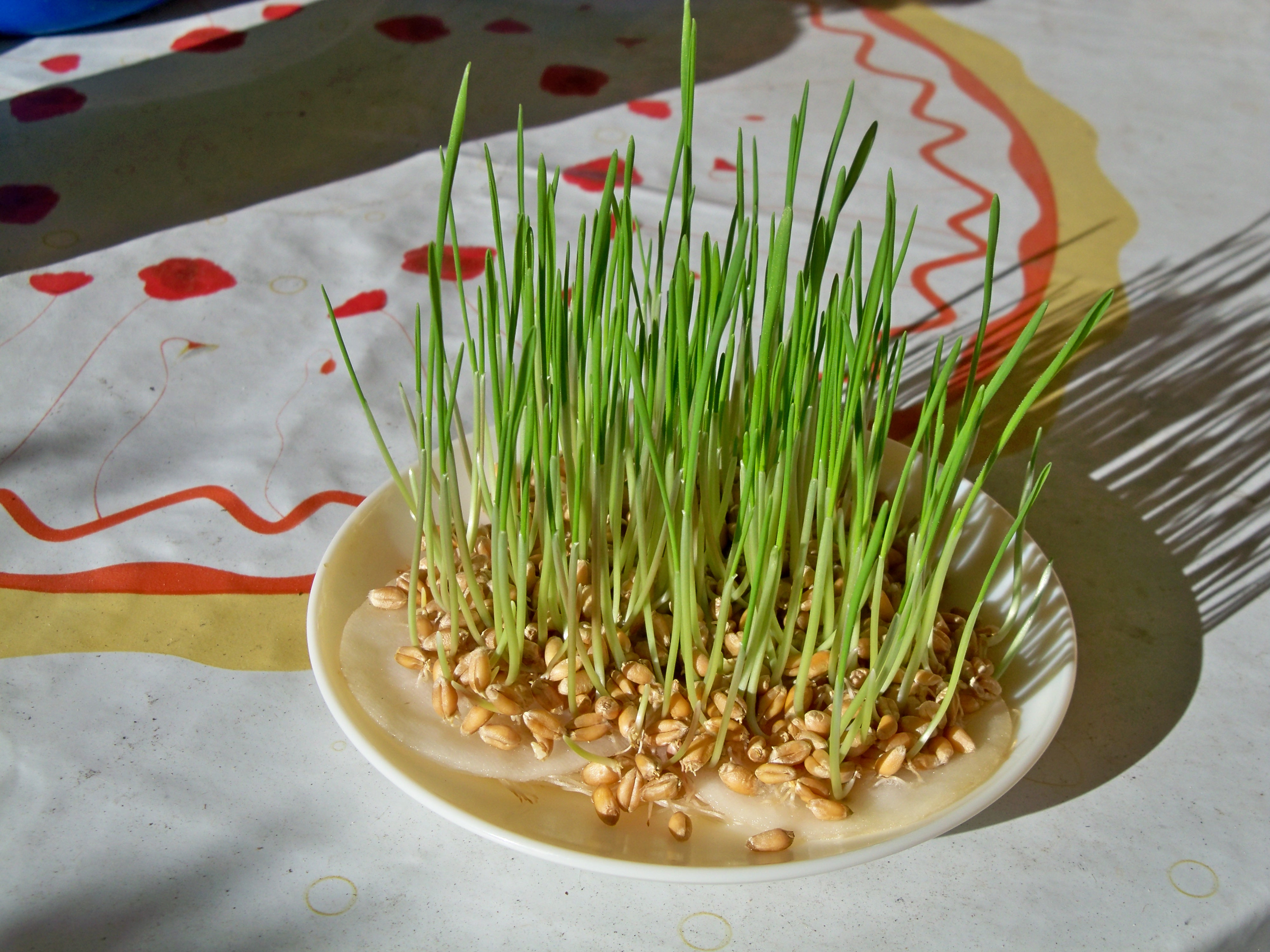
Blé de la Sainte-Barbe

Les blés de la Sainte-Barbe sont une tradition provençale pratiquée lors des fêtes de Noël.

## Histoire

### Origine
Cette tradition remonterait à l'époque romaine.

## Tradition

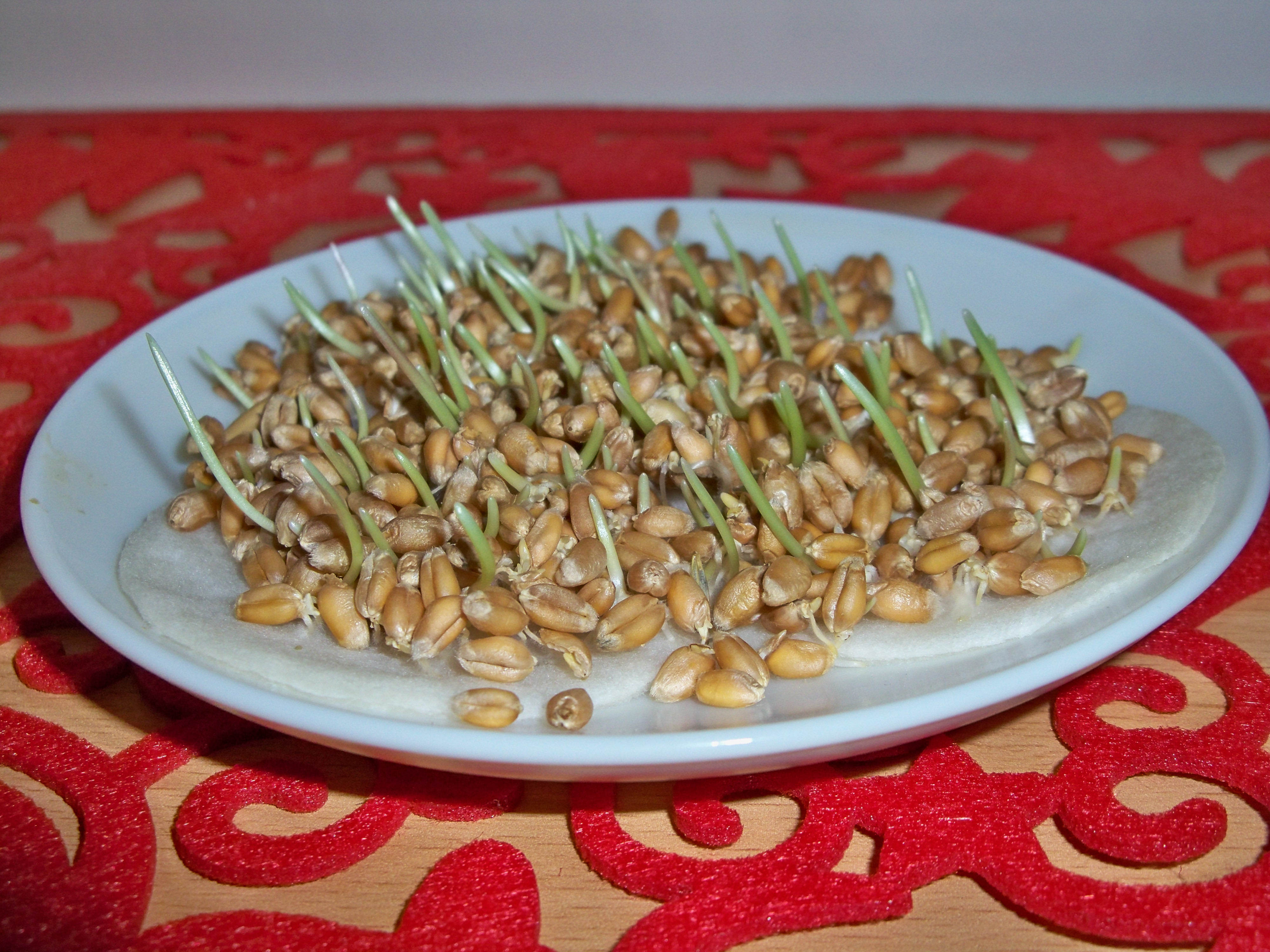
début de pousse du blé de la Sainte Barbe

Le 4 décembre, jour de la Sainte-Barbe, il est de tradition de semer, dans trois coupelles contenant du coton, des grains de blé de la récolte précédente, réservés pour les semailles de la prochaine saison, afin de les faire germer.
L'usage des pois chiches ou des lentilles est admis.
Les coupelles de grains germés prendront ensuite place sur la table de Noël lors du Gros Souper, puis resteront près de la crèche jusqu'à l'Épiphanie. Les blés sont enfin plantés en pleine terre.
La coutume populaire y appose l'adage « Quand lou blad vèn bèn, tout vèn bèn ! » : Quand le blé va bien, tout va bien ! (Blé bien germé, c'est la prospérité pour toute l'année)[réf. nécessaire]. 
Le nombre de coupelles (trois), représente la Sainte Trinité.
La tradition est surtout pratiquée en Provence et dans l'ex-Comté de Nice.

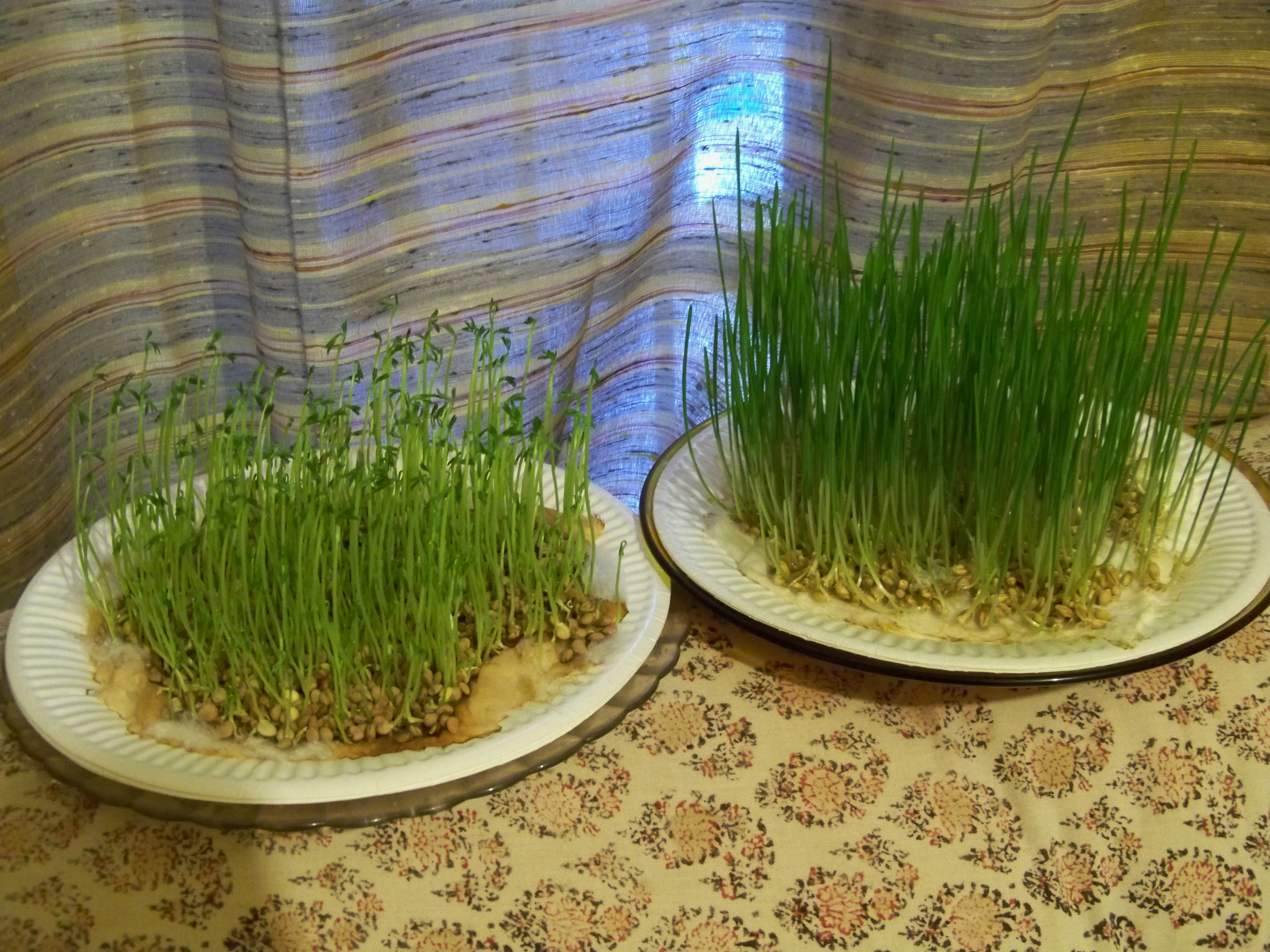
Blé et lentille de la Sainte Barbe